# Bauhaus und Nationalsozialismus
Bauhaus und Nationalsozialismus war eine vom 9. Mai bis 15. September 2024 veranstaltete Ausstellung der Klassikstiftung im Neuen Museum Weimar, dem Schillerhaus und im Bauhaus-Museum. Sie widmete sich erstmalig eigens dem Spannungsverhältnis zwischen Bauhaus und Nationalsozialismus. Gezeigt wurden 450 Kunst- und Designobjekte aus Privatsammlungen und Museen in Europa und den USA. Kuratiert wurde die Ausstellung von Anke Blümm, Elizabeth Otto und Patrick Rössler. 

## Inhalt
Politische Kämpfe um das Bauhaus 1919−1933, die Schau im Neuen Museum, beleuchtete die künstlerischen und politischen Konflikte, die das Bauhaus praktisch von seiner Gründung in Weimar an begleitet haben, und die sich in Dessau und Berlin fortsetzten.
Die Ausstellung im Bauhaus-Museum thematisierte unter dem Titel Abgehängt – Beschlagnahmt – Angepasst 1930/1937 nicht nur die Beschlagnahmung von Werken, die von den Machthabern unter dem Begriff „Entartete Kunst“ subsumiert wurden, sondern auch „Vorläuferaktionen“, die in Weimar bereits 1930 begannen, als über 70 Werke von Künstlern wie Lyonel Feininger und Paul Klee aus dem Schlossmuseum entfernt wurden.
Lebenswege in der Diktatur 1933−1945, der Titel der Ausstellung im Schillerhaus, dokumentierte das Schicksal der Bauhäusler ab 1933. Von 21 Mitgliedern ist bekannt, dass sie im KZ oder in NS-Gefängnissen umgebracht wurden. Einige gingen ins Exil, während die Mehrzahl unbehelligt weiterarbeiten konnte, zum Teil auch im Dienst der NS-Propaganda.
Zeitgleich und in Kooperation mit der Klassikstiftung eröffnete das Museum Zwangsarbeit im Nationalsozialismus im ehemaligen Gauforum Weimar eine Ausstellung, in der die gesamteuropäische Dimension der NS-Zwangsarbeit anhand von über 60 dokumentarisch und fotografisch aufbereiteten Fallgeschichten gezeigt wurde.

## Hintergrund
Dem Bauhaus und seinen Mitarbeitern kam im Rahmen seiner verordneten Schließung nicht nur eine Opferrolle zu. Vielmehr konnten Studenten später in der Zeit des Nationalsozialismus weiter künstlerisch arbeiten, wie u. a. Wilhelm Wagenfeld. Bauhausschüler waren ferner beim Bau des Vernichtungslagers Auschwitz-Birkenau tätig, wie der Architekt Fritz Ertl.
Eine der Grundlagen für die Ausstellung war die von der Klassikstiftung in Kooperation mit der Universität Erfurt 2023 organisierte Tagung zum Thema „Bauhaus und Nationalsozialismus“, in der 20 Referenten ihre neusten Forschungsergebnisse vorstellten.

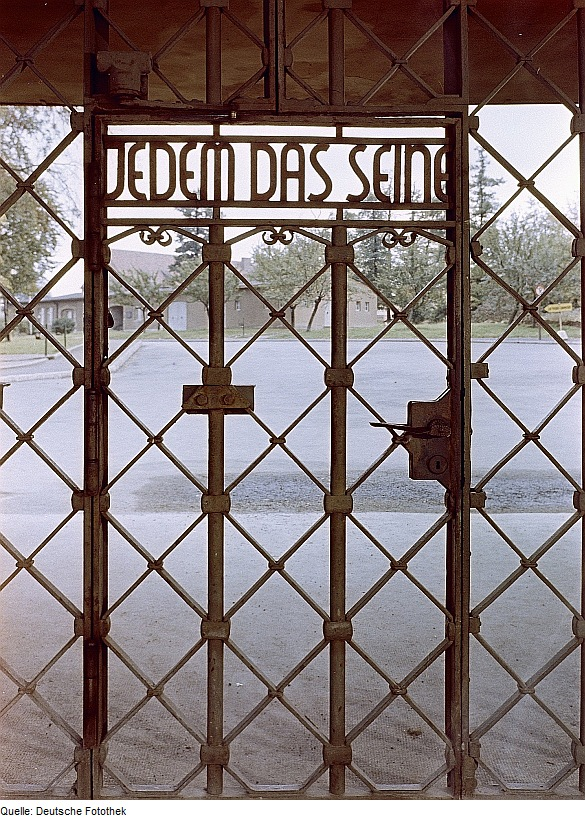
JEDEM DAS SEINE, Tor zum KZ Buchenwald; Entwurf Franz Ehrlich

## Ausstellungsinhalte
Präsentiert wurden zum einen die verfemten Lehrer und Künstler wie Lyonel Feininger, Marianne Brandt und Gerhard Marcks, von dem u. a. der Diktator ohne Hals ausgestellt war; zum anderen jene, die sich anpassten und nahezu ungehindert weiterarbeiten konnten wie Wagenfeld. Manche wirkten aktiv und freiwillig bei der nationalsozialistischen Propaganda mit. Der Spannungsbogen wurde demonstriert anhand zahlreicher biographischer Porträts verbunden mit Objekten. Auch das Kubus-Glasgeschirr des Designers Wilhelm Wagenfeld von 1938 war ausgestellt. Eine Aufnahme von Heinrich Hoffmann aus dem Jahre 1935 zeigt den Stuhl nach dem Entwurf von Anton Lorenz, auf dem sich Adolf Hitler fotografieren ließ, der auch ausgestellt ist. Lorenz hatte zwar nicht am Bauhaus studiert, arbeitete jedoch ab 1927/28 eng mit Marcel Breuer zusammen. Auch Franz Ehrlich, von dem eine Kopie der Tür des KZ Buchenwald mit seinem Schriftzug Jedem das Seine vor dem Schillerhaus aufgestellt wurde, fand in dieser Ausstellung Aufnahme. Die verbreitete Annahme, für das Bauhaus sei während der NS-Diktatur kein Platz gewesen und erst nach deren Ende hätte wieder an dessen fortschrittliche Tradition angeknüpft werden können, erwies sich mit dieser Ausstellung als Irrtum.
Zur Ausstellung erschien ein Katalog mit thematisch dazugehörigen Aufsätzen.